# Aqueduto das Águas Livres

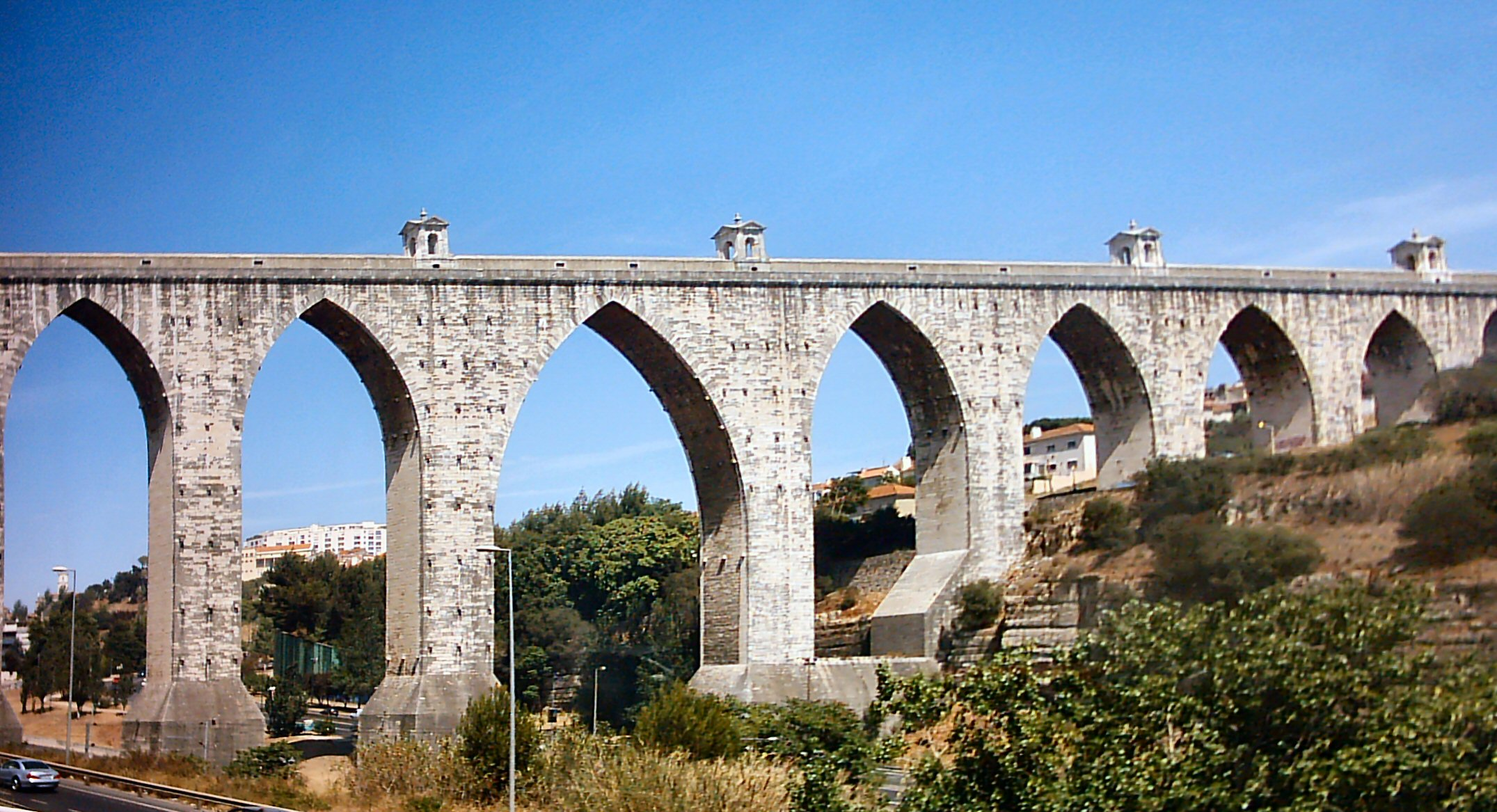
Aqueduto das Águas Livres

Das Aqueduto das Águas Livres in Lissabon ist ein komplexes System der Erschließung, Lieferung und Verteilung von Wasser in die Stadt, dessen Wahrzeichen die großen Steinbögen sind, die sich über das Tal von Alcântara spannen. Es hat eine Länge von 19 km und erstreckt sich von Queluz über Caneças bis in den Lissabonner Stadtteil Campolide. Das Bauwerk wird in Portugal als Monumento Nacional, also als nationales Monument gelistet.
Das Aquädukt zählt zu den großen Ingenieurleistungen des 18. Jahrhunderts und zu den weltweit größten Bauten seiner Art. Der Bau wurde auf eine Initiative des Stadtbevollmächtigten Cláudio Gorgel do Amaral von dem Architekten Antonio Canevari errichtet. König Johann V. (1705 bis 1750) gab den Aquädukt in Auftrag, das Volk bezahlte den Bau mittels einer Wasserabgabe. Der Bau trug wesentlich zur Lösung der chronischen Probleme von Lissabons Wasserversorgung bei. Das große Erdbeben im Jahr 1755 überstand das Aquädukt unbeschädigt.
Das Aquädukt überspannt in 14 Bögen das Tal von Alcântara, der höchste der Bögen hat eine Höhe von 65 m und eine Breite von 28 m. Das Wasser wird aus Queluz 18,5 km unter- und oberirdisch bis zum Reservoir Mãe d’Água („Mutter des Wassers“) geführt, heute das Museu da Água (Wassermuseum), nahe dem Amoreiras-Einkaufszentrum. Ein Abzweig der Leitung speiste bis 1940 auch das Reservatório da Patriarcal unter dem Jardim do Príncipe Real.
Der Betrieb wurde im Jahr 1967 eingestellt. Heute kann das aus Kalkstein errichtete Bauwerk besichtigt und begangen werden. Von dort aus hat man einen Ausblick über die nördlichen Stadtteile Lissabons. Der unscheinbare Eingang liegt an der Straße Calçada da Quintinha im Stadtteil Campolide. In Campolide gibt es kleine Wegweiser zum Aquädukt, die aber so unscheinbar sind wie der Eingang. Hier trieb um 1830 der berühmt-berüchtigte Massenmörder Diogo Alves sein Unwesen. Er überfiel Passanten, raubte sie aus und stürzte sie in die Tiefe. Bis 1837 hatte er schon 76 Menschen auf dem Gewissen. Er wurde später gefasst und hingerichtet, sein Kopf wurde präpariert und wird bis heute im Anatomischen Theater der Medizinischen Fakultät Lissabons gezeigt. Den Fußweg über den Aquädukt kann man heute wieder begehen. Er bietet rundum einen tollen Ausblick.